# Снегов, Олег
Олег Снегов (17 января 1968, Базарный Карабулак, Саратовская область, РСФСР, СССР — 1992, СИЗО-1, Саратов, Россия) — советский серийный убийца, совершивший серию из 5 убийств девушек и женщин на территории городов Саратов и Самара в 1991 году из корыстных побуждений. В 1992 году он был приговорён к смертной казни через расстрел и впоследствии расстрелян.

## Биография

### Жизнь до убийств
О ранних годах жизни Олега Снегова известно крайне мало. Родился 17 января 1968 года в посёлке Базарный Карабулак (Саратовская область). Детство и юность провёл в социально благополучной обстановке. После окончания школы в 1986 году Олег Снегов был призван в ряды Советской армии. Отслужив, в 1988 году он переехал в Саратов, где устроился работником пожарной части и вскоре женился на девушке по имени Марина, которая в 1990 году родила ему ребёнка. По месту проживания и работы Снегов характеризовался крайне положительно. Он не был замечен в проявлении агрессивного поведения, предпочитал вести здоровый образ жизни, не был склонен к употреблению алкогольных напитков и наркотических средств.

### Убийства
Первые убийства Снегов совершил весной 1991 года на территории одного из дачных кооперативов в пригороде Саратова. Его жертвами стали 50-летняя Елена Кармеева и её 23-летняя дочь Светлана. Рядом с местом преступления нашли обломанный нож. Убийства были совершены Снеговым с особой жестокостью. Своим жертвам он нанес несколько десятков ножевых ранений. В ходе расследования основным подозреваемым стал муж старшей из женщин — Анатолий Кармеев, который был замечен соседями убитых за несколько дней до совершения убийств. Следствие установило, что супруги проживали раздельно, так как Кармеев после того, как остался без работы, в течение нескольких месяцев перед убийствами злоупотреблял алкогольными напитками и проявлял агрессию по отношению к членам семьи. В ходе расследования Кармеев был найден. Во время задержания он находился в состоянии алкогольного опьянения, а его одежда была испачкана кровью. Во время допроса он категорически отрицал свою причастность к убийствам жены и дочери. Согласно его показаниям, в день убийства он приехал на дачу к жене и дочери с целью примирения, так как бросил пить и нашёл работу. Однако сообщить новость ему не удалось. Согласно версии Кармеева, он обнаружил на земле сперва окровавленную дочь, а через несколько метров — свою жену. Кармеев утверждал, что обе женщины умерли на его руках, вследствие чего он сильно испачкался в их крови. Он заявил, что пытался обратиться за помощью к проезжавшему мимо автомобилисту, но он, увидев окровавленные тела, не остановился. Во время допросов Анатолий Кармеев назвал цвет и марку автомобиля, а также приметы внешности его водителя. На основании полученной от Кармеева информации следователи вскоре установили личность водителя машины, который также являлся жителем того самого дачного кооператива, однако на очной ставке он заявил, что никогда не видел Кармеева, вследствие чего показания Анатолия были подвергнуты сомнению. Во время убийства Светланы Кармеевой преступник сорвал с её ушей серьги. Во время обыска в квартире Анатолия Кармеева серьги найдены не были, однако были найдены деньги и золотые часы — подарок жены и дочери, после чего вина Анатолия Кармеева была подвергнута сомнению, так как у него, по версии следователей, отсутствовал мотив совершения убийств.
В начале лета 1991 года Снегов совершил очередное убийство. Его жертвой стала 30-летняя Валентина Никитина, которая тем вечером возвращалась домой со свидания. Он проследил за девушкой до многоквартирного дома, где она проживала, после чего зашёл вместе с ней в лифт. Оказавшись в лифте, Снегов совершил на неё нападение, в ходе которого нанёс ей несколько ножевых ранений и похитил ювелирные украшения. Свидетелями преступления стала супружеская пара, которая вызвала лифт и увидела Снегова вместе с его жертвой. Снегов заявил супругам, что его подруга пьяна, нажал кнопку, и лифт уехал вниз. Супруги впоследствии заявили милиции, что успели заметить на полу лифта кровь, однако они не стали обращаться в милицию.
Следующей жертвой Снегова стала молодая девушка, которую он встретил возле Саратовского моста. Это убийство он совершил с помощью ракетницы, переделанной под стрельбу боевыми патронами. Жертвой Снегова стала дочь председателя коллегии адвокатов Ивана Ивановича Павлюченко.
Через несколько дней поздно вечером Олег Снегов совершил нападение на студентку Елену Хатину, которая возвращалась в общежитие учебного заведения после свидания со своей мамой. Хатина получила от мамы большую сумку с продуктами и консервными банками, которая привлекла внимание Снегова. Он напал на Хатину сзади, выстрелил ей из ракетницы в спину, после чего забрал сумку и убежал. Елена Хатина сумела выжить, но осталась парализованной из-за ранения в позвоночник и травмы спинного мозга. Её показания ничем не помогли следствию, так как Снегов напал на неё сзади, и детали его внешности Хатина не сумела разглядеть.
Последнее убийство Олег Снегов совершил на территории города Самара. Он застрелил женщину, поднимавшуюся домой по лестнице. На звук выстрела из квартиры выбежал сын погибшей. Он увидел Снегова, бросил в него ложку и крикнул на него, после чего Снегов сбежал с места совершения преступления.

### Арест, следствие и суд
В ходе расследования следователи акцентировали своё внимание на поиске ювелирных украшений, которые преступник похитил у первой жертвы — Елены Кармеевой. Серьги были сделаны под заказ и подарены коллегами Кармеевой на её 50-й день рождения. В ходе разговора с коллегами убитой женщины следователи нашли ювелира, изготовившего серьги, который предоставил им эскиз сережёк. Правоохранительные органы распространили эскиз в СМИ и по местному телевидению. Через несколько дней в милицию позвонила девушка, которая заявила, что видела похожие серьги на одной из подруг — Марине Снеговой. После установления местонахождения Снеговой следователь явился к ней в дом. На момент появления сотрудника правоохранительных органов Снегова была в тех самых серьгах, происхождение которых объяснить затруднилась. Снегова была задержана. Ей было разрешено сделать телефонный звонок родственникам, но она сумела сбежать из дома. Она прибежала на место пожара, который в тот день произошёл на улице Большая Садовая. В тушении пожара принимал участие Олег Снегов, которого Марина после разговора с ним увела. Снегов и его жена сумели пройти несколько кварталов, но в конечном итоге были арестованы сотрудниками правоохранительных органов. После ареста Снегов признался в совершённых убийствах. На допросах Снегов заявил, что на его психоэмоциональное состояние сильно повлияли экономические реформы в конце 1980-х годов. После выхода закона «О кооперации» и расцвета кооперативного движения, крышевание и рэкет которого приносило большие доходы, ряд друзей и знакомых Снегова, согласно его показаниям, имели теневые источники дохода и не испытывали материальных трудностей. Снегов утверждал, что после окончания службы в армии он предпринял несколько попыток заняться нелегальными видами предпринимательства в целях личного обогащения, но на этом поприще он не достиг успеха, после чего устроился работником пожарной части. Согласно свидетельствам Снегова, будучи меркантильным человеком, он рассчитывал во время пожаров добывать ювелирные украшения, деньги и другие вещи, представляющие материальную ценность, из домов погорельцев, но расчёт не оправдался, так как ему всячески мешали его коллеги, после чего он решился на совершение серии убийств.
Во время следствия Снегов всячески пытался отсрочить дату открытия судебного процесса на более поздний срок. Помимо известных следствию эпизодов, Снегов дал показания в совершении ряда других убийств, некоторые из которых будто бы произошли в Самаре, вследствие чего уголовное дело было отправлено из суда обратно в прокуратуру на доследование, но в конечном итоге показания Олега Снегова не подтвердились. Судебный процесс над Снеговым начался в конце 1991 года. Незадолго до начала одного из судебных заседаний, отец одной из жертв Снегова, Иван Павлюченко, совершил попытку его убийства. Участник Великой Отечественной войны, служивший в разведке, Павлюченко умел прекрасно обращаться с холодным оружием и намеревался метнуть в Снегова кортик, который он пронёс в здание суда, но один из конвойных успел перехватить его руку. После неудачной попытки убийства прямо в здании суда у Павлюченко произошёл сердечный приступ, но врачи смогли его спасти.
В начале 1992 года Олег Снегов был признан виновным в совершении 5 убийств и в конце того же года был расстрелян. Его жена Марина Снегова избежала уголовной ответственности. Сам Снегов на допросе утверждал, что обо всех совершённых преступлениях рассказывал жене, но Марина Снегова всё отрицала, вследствие чего степень её осведомлённости осталась неизвестной.

## В массовой культуре
- Документальный фильм «Отцовская месть» из цикла «Следствие вели» (2017)